# Aradi pestis
Az aradi pestis egy járványsorozat volt, amely 1708–1741 között több ízben kitört és elcsitult Aradon.

## A pestis kialakulása
A járvány állítólag Nagyszebenből indult ki, és a törökök elől menekülők hurcolták be Aradra. A pestis Aradról tovább terjedt észak felé, Gyulára.

## 1708
Feljegyzések szerint az ez évben Aradon állomásozó kuruc katonaságot tizedelte a pestis. A pestis a következő évben már Debrecenben tombolt.
Maga Rákóczi Emlékiratában is megemlékezik a pestisről. Thaly írja, hogy „javában dühöng” ebben az évben a pestis Aradon.

## 1709
Bumer Annamária – az osztrák Heister ezredéhez kötődő asszony – halálos ágyán azt mondta, addig nem fog szűnni Isten ostorozása, amíg nem járulnak a radnai Szűz Mária-képhez. Magyary-Kossa Gyula mintegy 3000-re becsüli a pestis áldozatainak számát.

## 1738

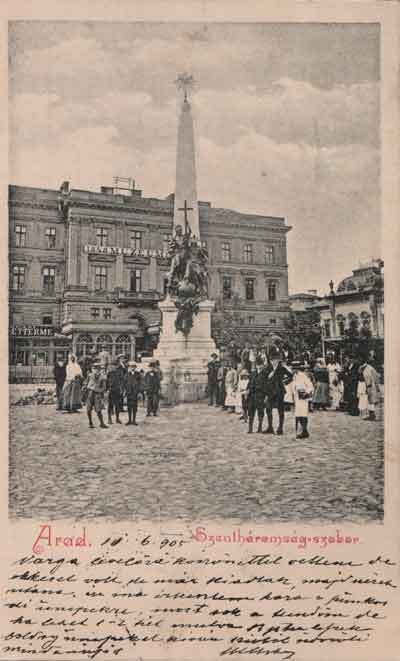
Az aradi Szentháromság-szobor a Piac téren

Márciusban a Temesváron állomásozó Grünne-ezred katonái között ütötte fel a fejét a járvány. Ezért a helytartótanács Aradon és Temesvárott minden utast negyven napi veszteglésre kötelezett április 1-jétől. Arad vármegye történetében az áll, hogy 1738. augusztus 4-én tört ki a járvány, és az első évben meghalt 102 katolikus. Őket a Ferdinánd utca 1. számú telkén temették el, ahol korábban a Pászthory-ház állt. A házak kulcsait a hatóság elvette a lakosoktól, otthon kellett maradniuk. Ha mégis megfertőződött volna valaki és meghalt, az utcai őröknek kiszóltak az ablakból, azok szekérre tették és elvitték. Ezeket pecéreknek hívták. A halottas házból sem szabadott kijönniük, hanem a fertőzött szobákból fel kellett költözniük a padlásra. Volt úgy, hogy a család utolsó tagját csak napok múlva találták meg az őrök. Október 13-án felfogadta a város Vida Mihály sebészt, akinek 400 forintot szavaztak meg. Egy minorita testvérnek, Tauer Ferencnek, aki betegekhez járt ki, 120 forintot adtak. Orvosságra 26 forintot költött a város. A járvány 1739. február 13-ig tartott.

## 1739
1739 május 1-jén kitört Eleken a pestis, itt a néphit szentül állította, hogy két égi tünemény előre figyelmeztette a falu lakosságát.
1739. július 1-jén újra kitört a járvány. 400 fából ácsolt veszteglőházat építettek, ahová a fertőzötteket vitték. Fingelhart sebész látta el őket két kórházban. Ideszállításukat és innen való elszállításukat öt ló segítségével oldották meg. A halottakat a Marosba dobták. A járvány december 31-ig tartott.

## 1740
Júliusban megújult a járvány és a vesztegzár, melyet csak következő évben, 1741. június 13-án oldottak fel.
Az aradiak felújították 1732-es fogadalmukat, hogy szobrot emelnek a Szentháromságnak, ahol minden évben imádkozni fognak, és évente egyszer elzarándokolnak Máriaradnára.

## Emléke
Miután összegyűlt a pénz, hálából Szentháromság-szobrot emeltek a Piac téren, és minden évben egyszer itt imádkoztak. A fogadalmi szobornak is nevezett aradi Szentháromság-szobrot 1745-ben állították fel.